# Get Up (NewJeans의 노래)
Get Up은 대한민국 걸 그룹 NewJeans의 두 번째 EP인 《Get Up》에 수록된 곡으로, 길이는 36초이다. 1분이 채 안 되는 짧은 길이에도 불구하고, 이 곡은 국내외 음악 평론가와 언론으로부터 NewJeans의 분위기와 특징을 잘 담아냈다는 평가를 받았다. , 일부 비평가들은 같은 앨범의 다른 수록곡이자 타이틀곡인 "Cool with You"를 언급하기도 했다.

## 배경 및 구성
2023년 7월 21일 발매된 Get Up의 트리플 타이틀곡 중 하나였던 "Cool with You"가 포함되어 있었다. 롤링 스톤과의 인터뷰에서 멤버 하니는 다가오는 트랙들을 "신선하다"고 표현하며, 이 EP가 "음악 장르와 댄스 스타일뿐만 아니라 우리가 표현하고 보여주고자 하는 것에도 훨씬 더 다양한 것을 제공한다"고 말했다. Get Up은 총 3개의 타이틀곡과 2개의 수록곡으로 구성되어 있었으며, 이 중 은 인터루드 트랙으로 앨범에 수록되었다.
Cool with You의 뮤직 비디오 말미에 등장한 Get Up은 양조위와 정호연의 서사를 마무리짓는 노래로 등장했다.